# 785年
| 千纪： | 1千纪                                                                                           |
| 世纪： | 7世纪 \| 8世纪 \| 9世纪                                                                         |
| 年代： | 750年代 \| 760年代 \| 770年代 \| 780年代 \| 790年代 \| 800年代 \| 810年代                       |
| 年份： | 780年 \| 781年 \| 782年 \| 783年 \| 784年 \| 785年 \| 786年 \| 787年 \| 788年 \| 789年 \| 790年 |
| 纪年： | 乙丑年（牛年）；唐貞元元年；南诏上元二年；李希烈武成二年；日本延曆四年；渤海国大興四十八年      |

## 大事记
- 唐德宗任命韋皋為劍南西川節度使，展開了對西南邊境少數民的招徠，遣使通好南詔，結束第一次唐詔戰爭。
- 被河東節度使馬燧等討伐的李懷光戰敗自縊。
- 查理曼最难缠的对手，诸萨克森的领导者，威斯特伐利亚人卫都金，向查理曼投降。

## 出生
- 张允伸，唐朝大臣。
- 李珏，唐朝大臣。
- 田布 (唐朝)，唐朝大臣。

## 逝世
- 9月19日，李懷光，唐朝大臣。
- 11月4日，劉從一，唐朝大臣。
- 朱滔，唐代大将。
- 怀素，唐朝书法家。
- 劉怦，唐朝大臣。
- 盧杞，唐朝大臣。
- 韦景昭，唐朝道士。
- 颜真卿，唐朝书法家。
- 塔洛尔干二世，皮克特人之王。
- 宣德王，新罗国王。
- 早良親王，日本贵族。
- 淡海三船，日本贵族。
- 大伴家持，日本贵族。
- 阿尔·马赫迪，阿拔斯王朝第三代哈里發。